# 張允聖
張允聖（チャン・ユンソン、Chan Yun-Sung、1963年12月9日 - ）は、韓国出身の指揮者。チャン・ユンスンと表記されることもある。

## 人物・来歴
1963年12月9日、韓国ソウルで生まれる。
ソウル芸術高等学校とソウル大学校音楽大学作曲科で作曲を学ぶ。
卒業後はソウル大学校大学院指揮科に進学、指揮修士課程を修了。
修了後、オーストリアのウィーン国立音楽大学指揮科とロシアのサンクトペテルブルク音楽院に留学。
ロシア留学中だった1993年、プロコフィエフ国際指揮者コンクールに出場して第2位入賞。この入賞がきっかけで1年間マリインスキー劇場（キーロフ歌劇場）に指揮研究員として所属、そこでヴァレリー・ゲルギエフに師事する。
1995年、ポーランドのクラクフに於いてペンデレツキの交響曲第5番「朝鮮風（KOREA）」〔韓国政府委嘱作品〕のヨーロッパ初演を果たす。
1997年、第11回東京国際音楽コンクール＜指揮＞で第1位無しの第2位に入賞〔同時に斉藤秀雄賞も受賞〕、帰国後、慶煕大学校音楽大学の助教授に就任。
1999年から2000年までソウル市青少年交響楽団（現・ソウル市ユースオーケストラ）の団長兼音楽監督を務め、その後は、2000年から2003年までは蔚山市立交響楽団常任指揮者を、更に2003年から2007年までは昌原市立交響楽団常任指揮者を、それぞれ歴任している。
2004年、ソウルと統営に於いてシェーンベルク作曲『グレの歌』の韓国初演を果たす。
2008年4月、大阪音楽大学ザ・カレッジ・オペラハウス管弦楽団の首席指揮者に就任。

## 経歴
韓国国内外の主要オーケストラ等との客演を数多く重ねてきている。
このうち、韓国国内のオーケストラ等では、前項に記載のソウル市ユースオーケストラや蔚山市立交響楽団、昌原市立交響楽団の他、ソウル市立交響楽団、KBS交響楽団、コリア・シンフォニー・オーケストラ等にも客演、更には韓国ユニバーサル・バレエ団と組んでイギリス・アメリカ・カナダに於いて巡回公演を果たしている。
また、韓国国外のオーケストラ等でも、ロシアのサンクトペテルブルク･フィルやキーロフ歌劇場管弦楽団、オーストリアのウィーン交響楽団、チェコのプラハ交響楽団、ポーランドのクラコフ放送交響楽団等の主要オーケストラとの客演を重ねてきている。

## 日本との関係
日本に於いても、これまでに東京交響楽団、大阪フィルハーモニー交響楽団等と客演してきている。
2002年2月に東京で開催された「第18回5000人の第九」に於いて外国人指揮者として初めてタクトを執り、成功を収める《2010年2月開催予定の「第26回5000人の第九」に於いてもタクトを執ることになっている》。
2005年10月、「日韓友情年2005」関連事業として、関西二期会などの主催で『世宗文化会館・ソウル市オペラ団初来日公演｢沈清｣』を大阪と兵庫（尼崎）にて開催。このとき管弦楽としてザ・カレッジ・オペラハウス管弦楽団とコンビを組んでキム・ドンジン（金東振）作曲のオペラ『沈清（シムチョン）』を演奏した《10月10日尼崎アルカイックホール、10月12日大阪フェスティバルホール》。
2007年10月、東京と大阪で開催された「アジア・オーケストラ・ウィーク2007」にKBS交響楽団を率いて参加、東京・大阪の両都市に於いてチェ・ソンファン作曲の『アリラン』を初めとするプログラムを引っ提げて公演を行った《10月2日東京オペラシティコンサートホール、10月3日大阪ザ・シンフォニーホール》。